# Akrotiri (baza wojskowa)
Akrotiri – brytyjska suwerenna baza wojskowa w południowej części Cypru, będąca częścią terytorium zamorskiego Akrotiri i Dhekelia. Umiejscowiona jest na półwyspie o tej samej nazwie, pomiędzy zatokami Episkopi i Akrotiri, na południe i na zachód od Limassol. W ramach bazy wojskowej funkcjonuje baza lotnicza Akrotiri. Stacjonuje w niej jednostka ekspedycyjna RAF – 903 Expeditional Air Wing (ok. 700 żołnierzy). Ośrodek administracyjny mieści się w Episkopi Cantonment (jest wspólny dla bazy Akrotiri i bazy Dhekelii). Utworzona w 1960 roku na podstawie „Traktatu dotyczącego ustanowienia Republiki Cypryjskiej” (ang. „Treaty concerning the establishment of the Republic of Cyprus”), podpisanego przez Wielką Brytanię, Grecję, Turcję i Cypr.
Terytorium suwerennych baz Akrotiri i Dhekelii jest zarządzane przez administratora mianowanego przez brytyjskiego monarchę, który jest jednocześnie dowódcą wojsk brytyjskich na Cyprze. Funkcję tę pełni teraz Jamie Gordon.